# Vincent Blondel
Vincent Blondel (Antwerpen, 28 april 1965) is een Belgisch hoogleraar in de toegepaste wiskunde en politicus voor Les Engagés. Van 2014 tot 2024 was hij rector van de Université catholique de Louvain.

## Levensloop

### Opleiding
Na zijn middelbare studies ging Vincent Blondel aan de UCL studeren. Hij behaalde er in 1988 het diploma van burgerlijk ingenieur in de toegepaste wiskunde. Vervolgens werd hij in 1991 master in de wiskunde aan het Imperial College of Science and Technology in Londen. Aan de UCL behaalde hij datzelfde jaar eveneens een baccalaureaat in de filosofie aan de UCL, alsook promoveerde hij er in 1992 tot doctor in de toegepaste wiskunde. Tevens voltooide hij in 1988 een masterscriptie aan het Institut National Polytechnique in Grenoble. Ook volgde hij gast-opleidingen aan de Australian National University (1991), het Amerikaanse Berkeley (1998), het Santa Fe Instituut in New Mexico (2000) en Harvard (2001).

### Academische loopbaan
Blondel begon zijn academische loopbaan in het buitenland. Van 1992 tot 1993 was hij gastwetenschapper aan de universiteit van Oxford en daarna was hij postdoctoraal onderzoeker, in 1993-1994 aan de Koninklijke Technische Hogeschool in de Zweedse hoofdstad Stockholm en in 1994-1995 aan het Nationaal Onderzoekscentrum in de Computerwetenschappen van het Franse onderzoeksinstituut Inria in Parijs.
In 1995 keerde hij terug naar België en vervolgens was hij tot 1999 professor aan het Instituut voor Wiskunde van de Universiteit Luik. Tevens was hij gastprofessor, in 1998 aan de École normale supérieure in Lyon en in 1999-2000 aan de Université Paris VII in Parijs. Van 2001 tot 2009 stond Blondel aan het hoofd van het Departement voor Toegepaste Wiskunde van de UCL. Zijn onderzoek richtte zich op de domeinen van de wiskundige theorie van controle en de theoretische informatica. Hij werd vooral bekend om zijn bijdragen in computationele complexiteitstheorie, multi-agentcoördinatie en complexe netwerken en won verschillende prijzen als verdienste voor zijn wetenschappelijk werk.
In 2005-2006 en 2010-2011 was Blondel eveneens gastprofessor aan het Departement voor Elektrische Ingenieurs en Computerwetenschappen van de Massachusetts Institute of Technology en in 2012-2013 was hij gastprofessor aan de Universiteit van Californië - Santa Barbara. Nadien was hij van 2013 tot 2014 decaan van de Louvain School of Engineering van de UCL.
In maart 2014 werd Vincent Blondel verkozen als rector van de UCL en in september dat jaar volgde hij officieel Bruno Delvaux op in deze functie. In april 2019 werd hij herkozen voor een tweede termijn van vijf jaar, die vanaf september dat jaar inging. In februari 2024 nam Blondel echter voortijdig ontslag als rector om zich op zijn politieke carrière te storten, waarna hij ad interim werd opgevolgd door Didier Lambert.

### Politieke loopbaan
In oktober 2023 sloot Blondel zich aan bij de centrumpartij Les Engagés en werd hij aangesteld tot lijsttrekker van de partij in de kieskring Nijvel, voor de Waalse verkiezingen van 9 juni 2024. Hij werd verkozen en ging vervolgens in het Waals Parlement en het Parlement van de Franse Gemeenschap zetelen. Tevens werd hij naar de Senaat afgevaardigd om er zitting te nemen als deelstaatsenator.
In het Waals Parlement werd Blondel effectief lid van de commissie Algemene Zaken, Begroting, Internationale Betrekkingen en Dierenwelzijn en de commissie belast met Europese Aangelegenheden en in het Parlement van de Franse Gemeenschap werd hij vast lid van de commissie Begroting, Hoger Onderwijs en Schoolgebouwen.
Sinds 21 februari 2025 is Vincent Blondel voorzitter van de Senaat, een functie die hem door zijn partij werd toegewezen bij de vorming van de regering-De Wever. In die hoedanigheid diende hij de in het regeerakkoord afgesproken afschaffing van deze assemblee in goede banen te leiden.
- Association for Computing Machinery: 81100165602
- Bibsys: 90753036
- Bibliothèque nationale de France: cb13561504p (data)
- DBLP: b/VincentDBlondel
- Gemeinsame Normdatei: 120382636
- International Standard Name Identifier: 0000 0001 0973 9109
- Library of Congress Control Number: n93097919
- Mathematics Genealogy Project: 91963
- Nationale Bibliotheek van Israël: 987007435084905171
- Nederlandse Thesaurus van Auteursnamen: 19058047X
- Système universitaire de documentation: 052530582
- Virtual International Authority File: 54977642
- WorldCat: E39PBJbH4bmbxXwDjwMPpQwDMP